# Kirpunsaari
Kirpunsaari är en ö i Finland. Den ligger i sjön Loituma och i kommunerna Rautjärvi och Ruokolax och landskapet Södra Karelen, i den sydöstra delen av landet, 270 km nordost om huvudstaden Helsingfors. Öns area är 9,3 hektar och dess största längd är 0,7 kilometer i sydöst-nordvästlig riktning.